# Cherry Fork
Cherry Fork falu az Amerikai Egyesült Államokban, Ohio államban, Adams megyében. A 2000. évi népszámlálási adatok szerint Cherry Fork lakónépessége 127 fő volt.

## Demográfiai adatok
A 2000. évi népszámlálási adatok szerint a Cherry Fork nevű falu lakónépessége 127 fő, a településen 48 háztartás van, illetve 36 család él itt. A település népsűrűsége 423,3 fő/km². A település lakónépességének 100%-a fehér rasszba tartozó ember. A településen 54 lakás van, a lakások sűrűsége 180 lakás/km².